# Saic-Iveco Hongyan Commercial Vehicle
Saic-Iveco Hongyan Commercial Vehicle Co., Ltd è la società costituita tra l'attuale gruppo italiano Fiat Chrysler Automobiles ed i cinesi della Shanghai Automotive Industry Corporation (SAIC) per la produzione in Cina di veicoli pesanti Iveco.
Creata il 18 settembre 2006 dall'allora Fiat Group, la joint venture ha suggellato la collaborazione tra i due gruppi ed ha permesso ad Iveco di rafforzare ulteriormente la propria presenza in Asia dopo il recente sviluppo della sua filiale cinese Naveco, specializzata nella fascia piccola e media.
La creazione di questa azienda è stato resa possibile grazie alla possibilità per le aziende straniere di acquisire aziende cinesi, superando il precedente limite del 50%., permettendo così, alla Iveco, controllata da CNH Industrial, e alla SAIC Motor Corporation, uno dei più grandi gruppi automobilistici cinesi, di crearla. Dopo l'acquisto del produttore di camion cinese Chongqing Hongyan Motor, il nuovo marchio è stato chiamato Hongyan.
Il nuovo impianto, costruito per le nuove produzioni secondo gli standard Iveco, ha visto uscire il primo camion Hongyan Genlyon il 20 marzo 2009. Le attività industriali del marchio si concentra sui veicoli pesanti Iveco e sulla gamma della vecchia Chongqing con il contributo di tecnologie Iveco. La capacità di produzione supera i 50.000 veicoli all'anno.
Un altro accordo è stato firmato il 24 luglio 2006 tra Iveco, Fiat Powertrain Technologies e SAIC Motor Corporation per la produzione di motori di ultima generazione per camion e mezzi pesanti. L'accordo prevede un piano industriale per la produzione di tre famiglie di motori Iveco: F5, NEF (4 e 6 cilindri) e Cursor 9.